# SEAL (газопровід)
SEAL (Shearwater and Elgin Area Line) — один з офшорних трубопроводів Великої Британії, що транспортують газ з родовищ Північного моря.
Газопровід SEAL довжиною 468 км та діаметром 850 мм було введено в експлуатацію у 2000 році для подачі на термінал у Бактоні продукції двох основних родовищ та їх сателітів:
1. Газоконденсатного родовища Shearwater, яке розробляється через одноіменну платформу, встановлену в районі з глибною моря 90 метрів. Його запаси оцінюються у 24 млрд.м3. Через потужності Shearwater ведеться також видобуток з:
- Merganser, під'єднаного трубопроводом довжиною 11 км (згідно з планом розробки видобувні запаси оцінювались у 2,8 млрд.м3, проте станом на 2014 рік вже видобуто 4,5 млрд.м3);
- Scoter, від якого до  Merganser веде 5 км лінія (запаси оцінюються у 5,6 млрд.м3);
- Starling, з'єднаного з  платформою Shearwater трубопроводом довжиною 33 км (запаси 4,5 млрд.м3).
2. Газоконденсатного родовища  Elgin/Franklin, що розробляється через платформу Elgin, встановлену в районі з глибиною 93 метри. Запаси Elgin/Franklin оцінюються у 50 млрд.м3 газу. До них також під'єднане родовище-сателіт Glenelg, розташоване у 4 км від платформи Elgin.
У Бактоні SEAL може передавати доставлену продукцію або в національну газотранспортну мережу (через термінал Transco), або до газопроводу Інтерконектор, який веде у Бельгію (через перемичку SILK — SEAL Interconnector LinK).
Максимальна технічна потужність системи SEAL сягає 12,8 млрд.м3 на рік. На початку 2010-х через неї транспортувалось 5-6 млрд.м3 на рік.